# Rivellia imitabilis
Rivellia imitabilis är en tvåvingeart som beskrevs av Osamu Namba 1956. Rivellia imitabilis ingår i släktet Rivellia och familjen bredmunsflugor. Inga underarter finns listade i Catalogue of Life.